# Кейфер, Том
Карл Томас Кейфер (англ. Carl Thomas Keifer; род. 26 января 1961, Спрингфилд, Пенсильвания) — американский рок-музыкант, автор песен, наиболее известен как вокалист и гитарист рок-группы Cinderella.
Том рос в музыкальной семье и начал играть на гитаре ещё в юном возрасте. Вскоре он полюбил блюз и находился под сильным влиянием этой музыки.
Том присоединился к своей первой рок-группе в средней школе. Вскоре он научился играть на электрогитаре. Молодой музыкант в попытках борьбы с наркоманией и злоупотреблением алкоголем решил бросить школу, чтобы продолжить музыкальную карьеру. Тем не менее, его мать Адриенна предложила ему остаться в школе, пообещав новую гитару «Gibson Les Paul» после окончания школы. Кейфер окончил школу, получил желанный инструмент и начал играть на гитаре в таких группах, как Saints in Hell, Telapath и Diamonds.
После того как Том переборол свою зависимость, он начал фокусироваться на музыкальной карьере. Он начал писать оригинальный материал и нашёл финансовую поддержку. Кейфер постепенно приближался к мечте стать успешным музыкантом, сформировав группу «Cinderella» с хорошим другом и басистом Эриком Бриттингемом (с которым он познакомился в ночь на Хэллоуин в 1980 году). Несмотря на скромность, Кейфер взял на себя роль вокалиста, потому что они не могли никого найти. В статьях Кейфер говорил: «Я не чувствую себя комфортно, когда я пою и не играю на гитаре. Я чувствую себя голым, когда это только я и микрофон».
Cinderella первым увидел Джин Симмонс из Kiss, который безуспешно пытался подписать контракт с группой.
Именно тогда Джон Бон Джови в 1985 году в клубе Empire Rock в Филадельфии, штат Пенсильвания, убедил своего менеджера Mercury A&R Дерека Шульмана подписать контракт с группой. Бон Джови цитируют так: «Я увидел Томми Кейфера на сцене, исполняющего довольно изящный, рычащий вокал. Затем он выхватил этот Les Paul и начал выдавать какие-то поразительные звуки. Этот парень сразу же показался мне звездой».
Кейфер и компания добились большого успеха со своими альбомами Night Songs, Long Cold Winter и Heartbreak Station. Кифер пользовался репутацией плодовитого автора песен, среди которых такие хиты, как «Shake Me», «Nobody's Fool», «Gypsy Road», «Don't Know What You Got (Till It's Gone)», «Coming Home», «Shelter Me» и «Heartbreak Station». 
Он также любил проводить время со своей женой Эмили, на которой он женился в 1987 году после многих лет отношений. Она также разработала уникальный логотип группы и часто сопровождала мужа в турне.
После тура в поддержку альбома «Heartbreak Station» (1990) Кейфер потерял голос. Он перенёс несколько операций, но безрезультатно. В конце концов выяснилось, что у него был паралич левой голосовой связки. Хуже того, его мать умерла от рака.
К 1994 году группа выпустила свой последний альбом «Still Climbing» и через год распалась.
Кейфер продолжал заниматься своими голосовыми связками. Он также боролся с депрессией. Он был вынужден научиться петь снова из-за проблем с голосовыми связками, но в конце концов начал работать над сольным альбомом.
Том и Эмили[уточнить] развелись, и он поселился в Нэшвилле, Теннесси, где продолжил работу над своим сольным альбомом. Работу над альбомом пришлось отложить после того, как «Cinderella» воссоединилась в 1997 году и стала гастролировать.
Они подписали контракт с Sony Music, но новых записей не выпускали. Однако выпустили сборник лучших хитов «Once Upon A…» (1997) и концертный альбом «Live at the Key Club» (2001).
«Cinderella» были хедлайнером «2005 Rock Never Stops Tour».
Kейфер и «Cinderella» завершили свой 20-летний юбилейный тур в 2006 году, с другими рок-ветеранами «Poison», которые также отмечали двадцать лет в музыкальном бизнесе. Тур был поразительно успешным и быстро стал одним из самых успешных гастролей 2006 года, в среднем около 12 тыс. человек посещали каждый концерт. «Cinderella» планировали отправиться в тур в 2008 году с Warrant, Lynch Mob и Lynam. К сожалению, тур был отложен после того, как у Кейфера снова появились проблемы со связками, что сделало невозможным его пение в ближайшем будущем.
Том вернулся на сцену в 2013 году, со своим сольным альбомом "The Way Life Goes". Том рассказывал:
Идея сольного альбома родилась в девяностых, когда группа распалась, и мы покинули Universal. Я писал его много лет, и песни просто стали собираться в кучу, и вскоре мы выбрали нужные нам треки. Мы начали писать на независимой студии, потому что идея с самого начала заключалась в том, чтобы просто работать и записывать, пока я не был доволен результатом. Мне помогало много людей — моя жена Саванна, которая является отличным писателем, создала множество песен на пластинке, а также сопродюсировала запись со мной, и наш хороший друг, Чак Тернер, который является хорошим продюсером. Мы говорили себе с самого начала: «Давайте веселиться и просто сделаем отличную запись, и закончим тогда, когда мы будем довольны результатом».

В сентябре 2019 года вышел второй студийный альбом Тома Кейфера "Rise".

## Личная жизнь
Том Кейфер женат на авторе песен Саванне Сноу. В феврале 2004 года у пары родился сын Джейдан.

## Дискография

### Cinderella
Студийные альбомы:
- Night Songs (1986)
- Long Cold Winter (1988)
- Heartbreak Station (1990)
- Still Climbing (1994)

### Сольная карьера
Студийные альбомы:
- 2013 — The Way Life Goes
- 2019 — Rise